# Liutînsk, Dubrovîțea
Liutînsk (în ucraineană Лютинськ) este o comună în raionul Dubrovîțea, regiunea Rivne, Ucraina, formată numai din satul de reședință.

## Demografie
Componența lingvistică a comunei Liutînsk
     Ucraineană (99,77%)
     Alte limbi (0,23%)
Conform recensământului din 2001, majoritatea populației comunei Liutînsk era vorbitoare de ucraineană (99,77%), existând în minoritate și vorbitori de alte limbi.